# Land unter

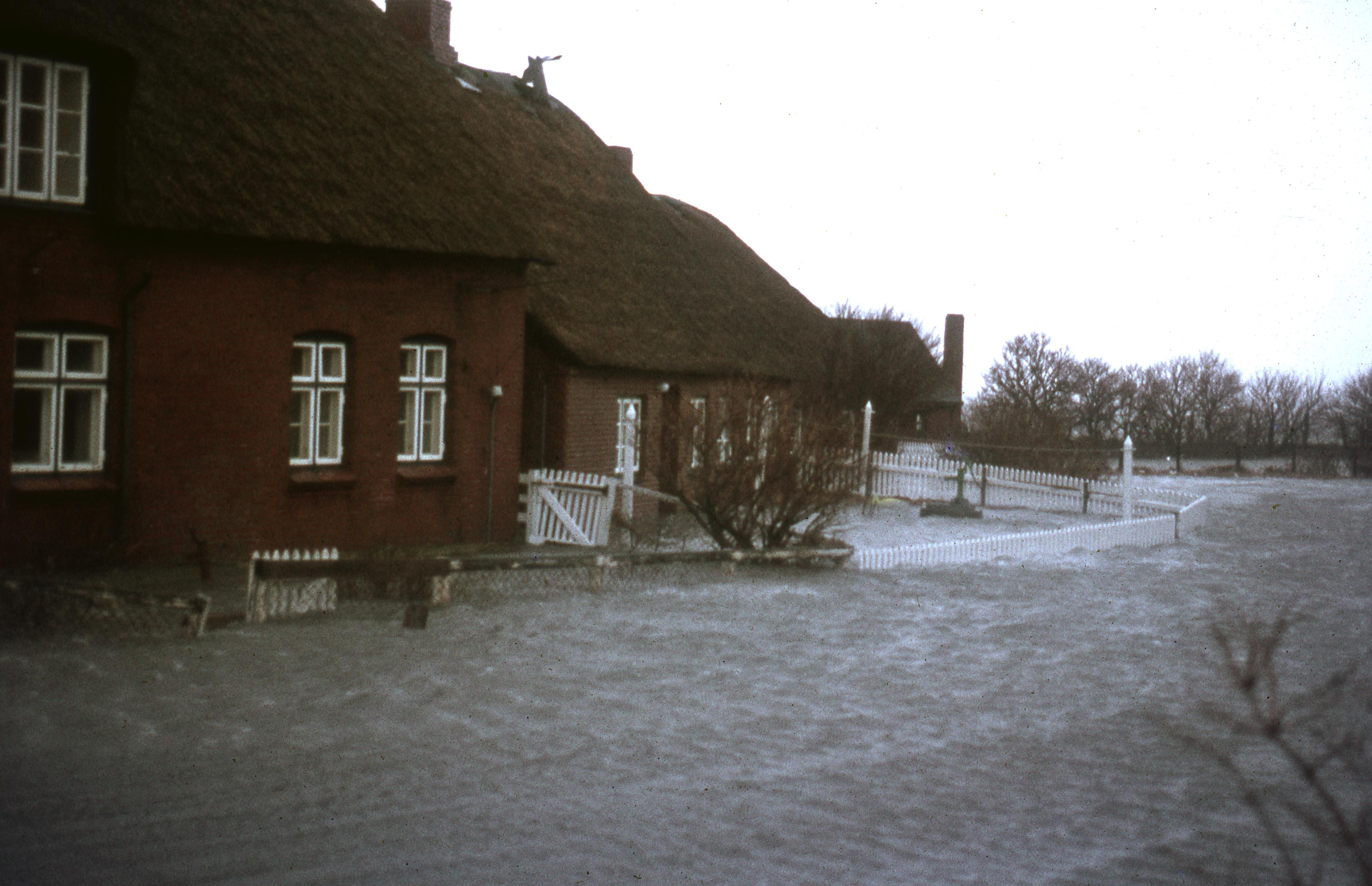
Land unter auf Langeneß während des Capella-Orkans 1976

Im modernen Sprachgebrauch ist Land unter (auch: landunter), Land unter Wasser, als Synonym für eine Überschwemmung gebräuchlich.
Früher wurde so im deutschen Sprachraum meist die Überflutung des Grünlandes der Halligen vor der nordfriesischen Nordseeküste bezeichnet, das nur etwa einen halben Meter höher als der Pegel der mittleren Flut liegt; nur die zum Schutz von Häusern, Menschen und Vieh aufgeworfenen Erdhügel (Warften) bleiben in der Regel davon verschont. Daneben bezeichnete der Begriff auch eine Überflutung niedrig gelegener Teile der Festlandsküste.
Das Ereignis tritt etwa fünf bis zwanzig Mal im Jahr auf, wenn eine Springflut und auflandige Winde (Sturmflut) zusammentreffen. Bedingt durch den Meeresspiegelanstieg seit 1850 hat sich seine Häufigkeit signifikant erhöht.
Wegen der regelmäßigen Versalzung der Weiden und Brunnen werden auf den Halligen hauptsächlich Rinder und Schafe gehalten; außerdem wurden ab den 1960er Jahren die bewohnten Inseln an die öffentliche Wasserversorgung des Festlandes angeschlossen.
Über die konkrete Bedeutung hinaus wird „Land unter“ umgangssprachlich im übertragenen Sinne für eine Situation verwendet, in der eine Person mit ihren Pflichten oder Problemen überfordert ist.